# Ebrahim Al Mishkhas
Ebrahim Al Mishkhas (en árabe: إبراهيم المشخص‎, Baréin, 7 de julio de 1980) es un exfutbolista de Baréin que jugaba en la posición de defensa.

## Carrera

### Club
| Periodo   | Club                |
| --------- | ------------------- |
| 2001-2002 | Al-Sahel            |
| 2002-2003 | Tadamun Buri        |
| 2003–2007 | Muharraq Club       |
| 2006–2007 | → Al Arabi (cedido) |
| 2007      | Al-Khor SC          |
| 2008–2017 | Muharraq Club       |
| 2017–2018 | Al-Najma            |
| 2018–2020 | Al Hala SC          |

### Selección nacional
Jugó para Baréin en 35 ocasiones de 2001 a 2011 y anotó dos goles; participó en la Copa Mundial de Fútbol Sub-17 de 1997 y en la Copa Asiática 2011.

## Logros
- Liga Premier de Baréin (6): 2003–04, 2005–06, 2006–07, 2008–09, 2010–11, 2014–15
- Copa del Rey de Baréin (8): 2005, 2008, 2009, 2011, 2012, 2013, 2015–16, 2017-18
- Copa FA de Baréin (2): 2005, 2009
- Copa Príncipe de la Corona de Baréin (2): 2008, 2009
- Supercopa de Bareín (1): 2013
- Copa AFC (1): 2008
- Copa de Clubes Campeones del Golfo (1): 2012
- Copa de la Corona de Kuwait (1): 2006-07